# Dawid Alter Kurzmann

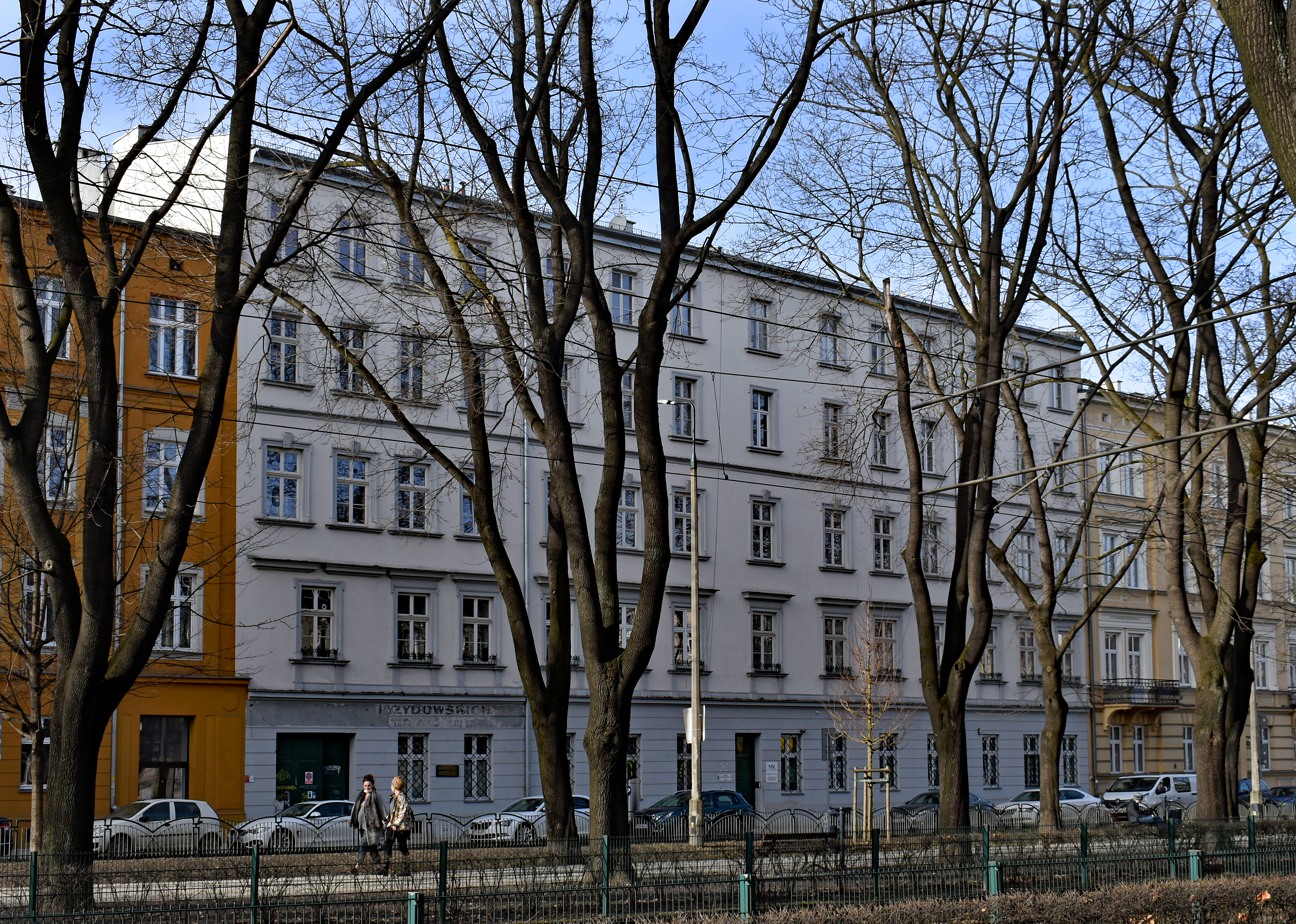
Kamienica przy ul. J. Dietla 64, w której znajdował się Zakład Wychowawczy Sierot Żydowskich „Beth Megadle Jasomim”.

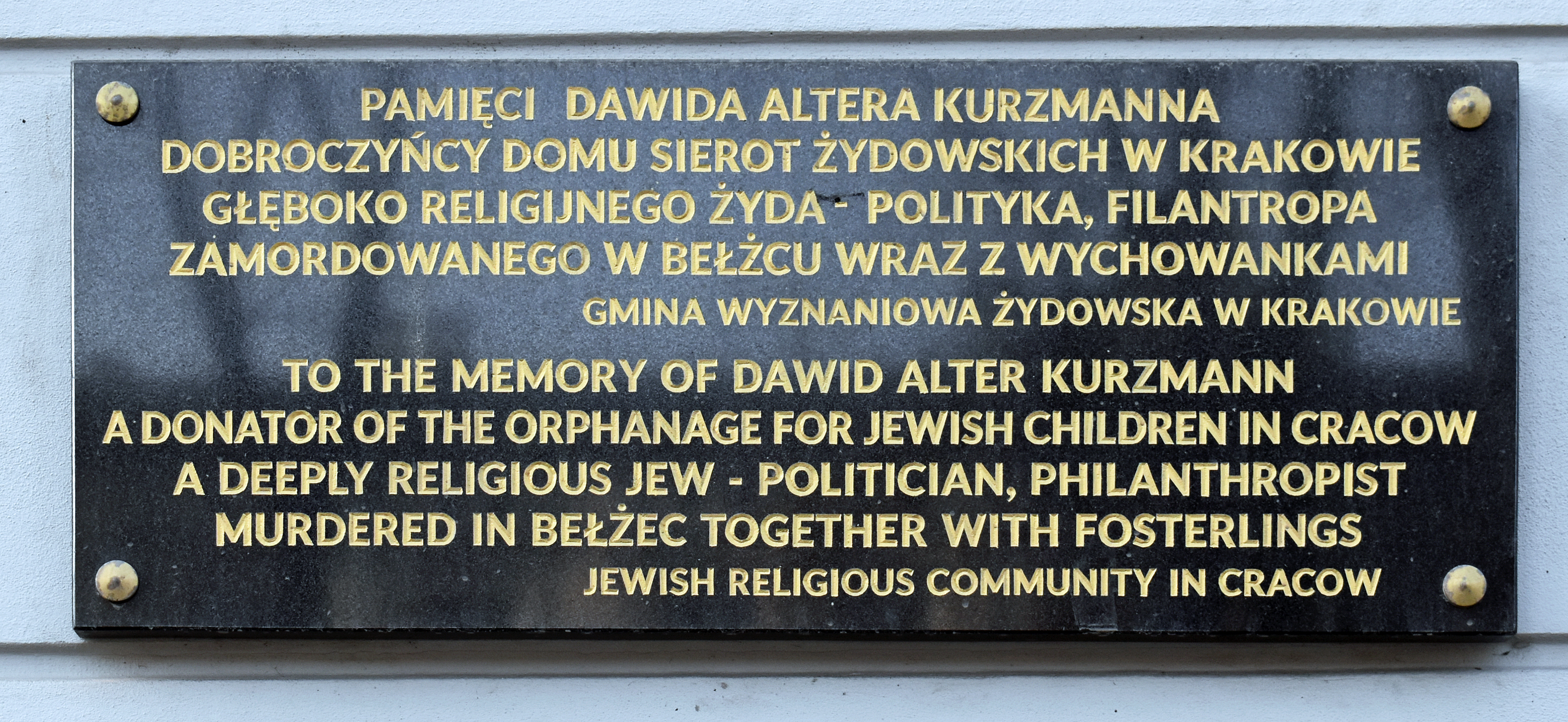
Tablica pamiątkowa na kamienicy.

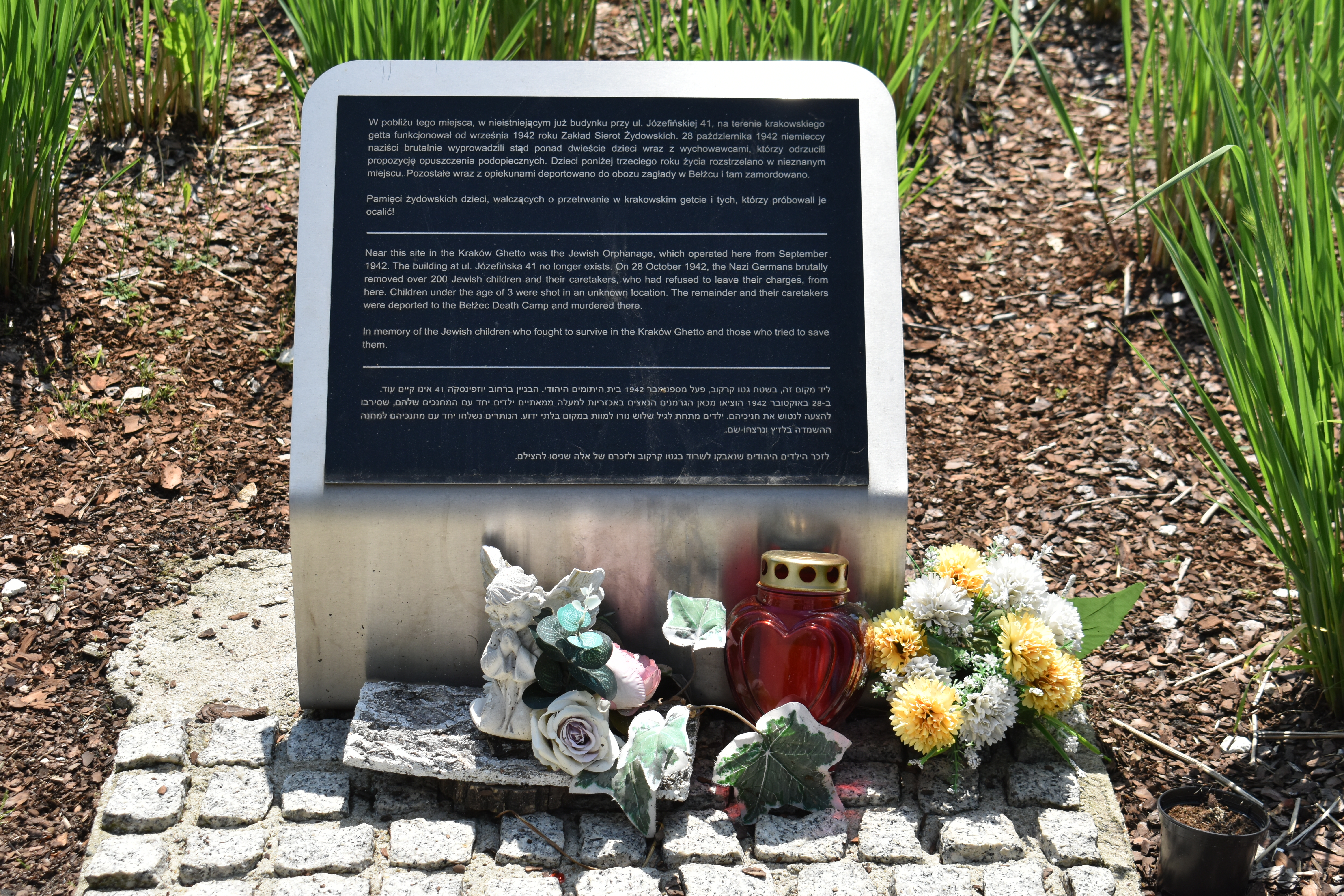
Pomnik zamordowanych żydowskich sierot w miejscu gdzie znajdował się w getcie Dom Sierot, ul. Józefińska 39.

Dawid Alter Kurzmann (ur. 25 maja 1865 w Rzeszowie, zm. 29 października 1942 w Bełżcu) – krakowski kupiec, działacz społeczny i polityczny, filantrop, chasyd. Z uwagi na związek z Domem Sierot Żydowskich przy ul. Dietla 64 w Krakowie i okoliczności śmierci podczas akcji deportacyjnej w getcie, nazywany krakowskim Januszem Korczakiem.

## Życiorys
Z Krakowem związany był co najmniej od ślubu w 1887 z Dancze (Dina, Anna) z domu Sternberg. Miał trójkę dzieci: córkę Helę Hindę Friedę, synów Barucha i Izraela. Mieszkał na Kazimierzu na ul. Mostowej 10, a po wysiedleniu do getta w Podgórzu w 1941 roku przy placu Zgody 16. Był uczniem cadyka Izraela Friedmana z Czortkowa, zdobył głęboką wiedzą religijną, modlił się w bóżnicy Reb Aron Chasidim na ul. Józefa 33, do której ufundował metalowy aron ha-koedesz.

## Działalność gospodarcza
Był zdolnym kupcem i zarządcą działającym na wielką skalę w branży stalowej. Był właścicielem firmy „D. Kurzmann, Dom Komisowo-Handlowy dla Towarów Żelaznych i Metalowych”, a od 1927 do 1939 r. dyrektorem „Górniczo-Hutniczego Towarzystwa Handlowego S.A.”, dystrybutora wyrobów największych polskich karteli produkujących stal.

## Działalność polityczna
Kurzmann był działaczem partii Agudas Israel, co najmniej od 1927 r., został zastępcą przewodniczącego jej krakowskiego oddziału. W 1937 r. wszedł do tymczasowego zarządu nowo tworzonej krakowskiej gminy wyznaniowej żydowskiej, odpowiadał za sprawy religijne. Wspierał ideę tworzenia sieci szkół dla religijnych żydowskich dziewcząt Bejt Jaakow, a także budowę Jesziwy Mędrców w Lublinie. Swoją narodowość określał jako żydowską. Dwukrotnie odwiedził Palestynę i, choć nie był syjonistą, zakupił tam niewielką parcelę.

## Sierociniec
Związki Kurzmanna z najstarszym żydowskim sierocińcem w Krakowie datują się od 1910 roku. Od 1918 r. kierował finansami placówki. W ciągu 20 lat pracy nowego zarządu, sierociniec stał się zasobnym ośrodkiem zaliczanym do najlepszych w Polsce. Zgromadzony majątek został na początku wojny zrabowany przez Niemców.
Podczas okupacji Kurzmann poświęcił się ratowaniu sierocińca. W dniu likwidacji Dom Sierot mieścił się na terenie getta przy ul. Józefińskiej 39, stłoczono w nim 300 podopiecznych. 28 października 1942 r. podczas tzw. akcji październikowej, sierociniec został otoczony kordonem. Najmłodszych wywieziono i zamordowano w nieznanym miejscu. Grupa najstarszych chłopców zdołała uciec. Pozostałych wyprowadzono na plac Zgody. Tam Niemcy zaproponowali wychowawcom Domu Sierot ocalenie i pracę w nowej placówce, którą zamierzali otworzyć na terenie getta. Dawid Kurzmann, kierowniczka Zakładu Anna Feuerstein i jej mąż Juliusz odmówili opuszczenia dzieci. Około piątej po południu kolumna wychowawców i podopiecznych sierocińca została doprowadzona do stacji w Płaszowie. Na czele idącego w ciszy pochodu szedł Kurzmann, towarzyszyła mu córka Hela Frida i zięć Dawid Schmelkes. Późnym wieczorem transport odjechał do obozu zagłady w Bełżcu.

## Upamiętnienie
- 24 października 2021 roku na ścianie Synagogi Staromiejskiej w Rzeszowie odsłonięto tablice upamiętniającą Dawida Altera Kurzmanna[1]
- 26 kwietnia 2022 roku Rada Miasta Szczecin nadała nazwę urzędową plac Dawida Altera Kurzmanna[2] placowi w Szczecinie Dąbiu w rejonie ulic Tczewskiej, Goleniowskiej[3], Kamieńskiej i Kostrzyńskiej na terenie osiedla mieszkaniowego na dawnym kirkucie[4]